# Aconitum finetianum
Aconitum finetianum är en ranunkelväxtart som beskrevs av Hand.-mazz.. Aconitum finetianum ingår i släktet stormhattar, och familjen ranunkelväxter. Inga underarter finns listade i Catalogue of Life.